# Соната для клавира № 14 (Моцарт)
Соната для клавира № 14 до минор, K. 457 ― произведение Вольфганга Амадея Моцарта, завершённое, как указано в составленном композитором каталоге, 14 октября 1784 года. Пьеса была опубликована в декабре 1785 года вместе с Фантазией № 4 издательством «Артария» (в виде опуса 11).
На титульном листе сонаты присутствует посвящение Терезе фон Тратнер (1758–1793), одной из учениц Моцарта в Вене. Ее муж, Томас фон Тратнер (1717–1798), был крупным типографом и издателем.
Типичная продолжительность произведения составляет 18 минут. Эта одна из двух сонат Моцарта, написанных в минорной тональности; вторая такая соната ― № 8 ля минор, созданная после смерти матери композитора.

## Структура
Соната состоит из трёх частей:
1. Molto allegro (до минор), 4/4
2. Adagio (ми-бемоль мажор), 4/4
3. Allegro assai (до минор), 3/4

## Связь с Фантазией № 4

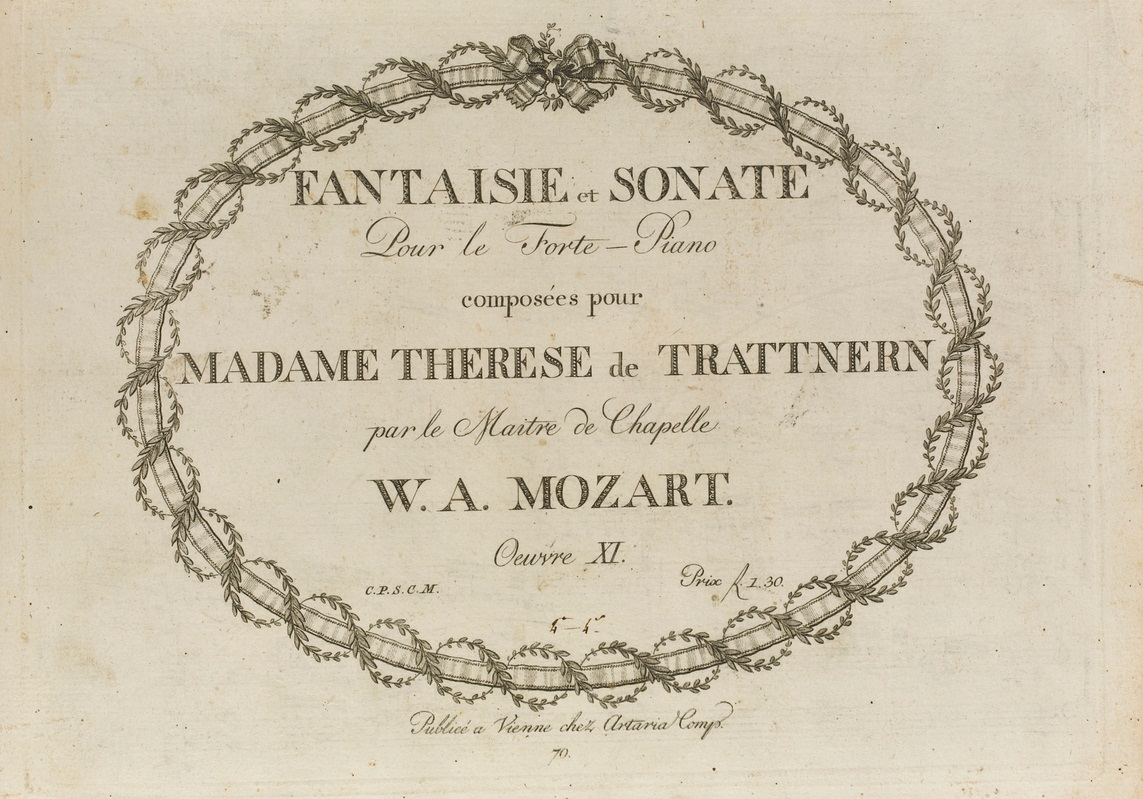
Титульный лист первого издания фантазии и сонаты

Долгое время музыковеды вели спор, считать ли Сонату № 14 и Фантазию № 4 (также написанную в до миноре) цельным произведением. Разрешить этот спор помог обнаруженный в 1990 году оригинальный автограф двух произведений. Профессор Юджин Вольф из Пенсильванского университета подтвердил подлинность рукописей и пришёл к выводу, что фантазия и соната были написаны независимо друг от друга (по причине различий в размерах нотоносцев, типе бумаги и цвета чернил в рукописях данных сочинений).
Вольф также обнаружил отличие бумаги, на которой была написана вторая часть сонаты (Adagio). Благодаря этому можно сделать вывод, что вторая часть была записана отдельно от остальных двух частей композиции.
Фантазия № 4 была завершена примерно через семь месяцев после написания сонаты, она имеет более импровизационный характер. Считается, что на стиль Моцарта при её сочинении повлияли пьесы Муцио Клементи и Карла Филиппа Эммануила Баха.
Австрийский композитор Игнац Ксавер фон Зайфрид объединил сонату с фантазией и создал четырёхчастное произведение для оркестра под названием «Большая фантазия».

## Влияние на творчество Бетховена
Людвиг фон Кёхель сказал о сонате № 14: «Без сомнения, это самая важная из всех клавирных сонат Моцарта. Превосходя все остальные из-за огня и страсти, которые до последней ноты пронизывают её, она предвосхищает фортепианные сонаты будущего, поскольку [рукописи этого произведения] суждено было оказаться в руках Бетховена».
Джон Гиллеспи, профессор музыки Калифорнийского университета, описывает Сонату № 14 как «уникальное мрачное произведение Моцарта» и заявляет, что «никакая другая музыка, написанная до Бетховена, не содержит столько бетховенских стилистических элементов», а именно «контраст тем и ощущение непрекращающейся борьбы».
Сонату № 14 Моцарта в некотором роде можно считать предшественницей Патетической сонаты Бетховена. Оба произведения написаны в тональности до минор и имеют схожую структуру. Одна из тем во второй части сонаты Бетховена напоминает мотив из второй части сонаты Моцарта.

## В культуре
В романе Ивана Тургенева «Отцы и дети» Катя Локтева играет «це-мольную сонату-фантазию Моцарта» для Аркадия Кирсанова:
Аркадия в особенности поразила последняя часть сонаты, та часть, в которой, посреди пленительной веселости беспечного напева, внезапно возникают порывы такой горестной, почти трагической скорби…И. С. Тургенев, «Отцы и дети», глава XVI